# Wilmar Santin
Wilmar Santin O. Carm. (ur. 21 października 1952 w Nova Londrina) – brazylijski duchowny katolicki, biskup-prałat Itaituba od 2011. 

## Życiorys
8 grudnia 1979 otrzymał święcenia kapłańskie w zakonie karmelitańskim. Pracował głównie w zakonnych parafiach na terenie Brazylii. W latach 1995–2001 był radnym generalnym zakonu, a w latach 2005-2008 kierował w Rzymie międzynarodowym kolegium zakonnym.
8 grudnia 2010 papież Benedykt XVI mianował go biskupem-prałatem prałatury terytorialnej Itaituba. Sakry udzielił mu 19 marca 2011 arcybiskup Pedro Antônio Marchetti Fedalto.